# Schoenus absconditus
Schoenus absconditus är en halvgräsart som beskrevs av Georg Kükenthal. Schoenus absconditus ingår i släktet axagssläktet, och familjen halvgräs. Inga underarter finns listade i Catalogue of Life.